# خروس‌کلی سینه‌قهوه‌ای
خروس‌کُلی سینه‌قهوه‌ای (نام علمی: Vanellus superciliosus) نام یک گونه از سرده خروس‌کلی‌ها است.